# Ши, Эмброуз
Эмброуз Ши (англ. Ambrose Shea) (17 сентября 1815 — 30 июля 1905) — канадский политический деятель, предприниматель, позже занимавший пост губернатора Багамских остров. Один из двух делегатов Ньюфаундленда на Квебекской конференции, которая привела к провозглашению Канадской конфедерации.

## Биография
Ши появился на свет в Сент-Джонсе, колония Ньюфаундленд, являлся пятым ребёнком Генри Ши и Элеоноры Райан. Его отец эмигрировал из графства Типперэри, Великобритания.
Эмброуз Ши какое-то время работал над The Newfoundlander, семейной газетой, прежде чем заняться собственным бизнесом к 1850-м годам он был успешным торговцем, также занимавшийся страхованием и выступал в качестве агента по трансатлантической торговле пароходами. Он продолжал вести бизнес на протяжении большей части своей политической карьеры. Кроме того, он оказал помощь в основании Общества коренных жителей Ньюфаундленда в 1840 году, работал в комитете управления в 1842 году и в качестве президента в 1846 году.
Хоть он и был предложен в качестве кандидата в Палату собрания Ньюфаундленда в 1842 году, Ши отклонил предложение. В 1848 году он баллотировался и выиграл как член Либеральной партии и поддержал кампанию за ответственное правительство. Он также был представителем партии взаимности с Соединенными Штатами и был делегатом на переговорах в Вашингтоне в 1853.
На первых выборах в правительство в 1855 году Ши был избран в Палату собрания от Сент-Джонс-Уэст и назначен спикером.
Однако вскоре возникли трения между теми членами, которые были иммигрантами в Ньюфаундленд, и теми, включая Ши, которые родились там. Были также трудности между Ши и премьер-министром Джоном Кентом, который вступил в должность в 1858 году. Несмотря на конфликты, либералы сохранили власть после выборов 1859 года. Ши победил на выборах от Бурина и остался спикером после выборов. Он отсутствовал большую часть времени осенней сессии 1860 года, и многие полагали, что он организовал тайную кампанию против Кента.
Когда правительство Кента рухнуло, и Хью Хойлс был приглашен сформировать консервативное правительство меньшинства в 1861 году, Ши предложили пост в кабинете министров, но он отказался. На выборах, проведенных в том же году, Ши был избран в Плацентии. Либералы потерпели сокрушительное поражение. После отъезда Кента Ши стал лидером партии.
Когда в 1864 году пришло приглашение на конференцию в Квебеке, Ши выступал в качестве одного из двух делегатов вместе с Фредериком Картером. Он был горячим сторонником Квебекских резолюций, выступая в их пользу на обеде в Монреале. Однако по возвращении в Ньюфаундленд он обнаружил, что его энтузиазм не разделяет большая часть населения. И снова Ши оказался в затруднительном положении. Как один из немногих католиков, поддерживающих эту идею, Шиа был приглашен в коалиционный кабинет под руководством Картера. Однако его присутствие там вызвало много критики и спровоцировало множество атак против Конфедерации, до такой степени, что он не смог склонить даже католическое мнение в пользу союза. Его план по развитию профсоюзов путем привлечения жителей Ньюфаундленда к строительству Межколониальной железной дороги (ICR) не увенчалась успехом, так как многие мужчины либо не смогли найти работу на линии, либо уехали, не вернувшись на остров. На выборах 1869 года Ши был вынужден провести кампанию в Плаценции против Чарльза Фокса Беннета, лидера антиконфедерации, и электората, решительно настроенного против профсоюзов. Он и про-профсоюзное коалиционное правительство Картера потерпели поражение.
После поражения Ши какое-то время избегал общественной жизни, но к 1873 году был готов снова бежать. Хотя в том же году он потерпел поражение на Востоке Св. Иоанна, в январе 1874 года он был возвращен без сопротивления в гавани Грейс. Когда Картер вновь занял пост премьер-министра после падения правительства Беннета в 1873 году, Ши остался в Ассамблее, обладая значительным влиянием в Исполнительный совет, хотя он не был членом.
Ши был одним из основных сторонников строительства железной дороги и был членом объединенного комитета, который рекомендовал установить линию в 1880 году. Он боролся на выборах 1885 года в качестве лидера Либеральной партии, спокойно ведя переговоры с членами новой Партии реформ, чтобы обеспечить победу реформ и заложить основу для будущей коалиции.
Хотя Ши сохранил свое место на выборах 1882 года, он начал кампанию за прием на работу в британское имперское правительство. После получения рыцарского звания в 1883 году он начал выражать желание стать губернатором Ньюфаундленда. Предыдущая государственная служба дала ему благоприятную репутацию в Колониальном управлении, что показало Ши, что его услуги будут должным образом вознаграждены. Однако он оказался в конкуренции с Картером за ту же позицию.
Хотя Управление по делам колоний первоначально решило назначить Ши, оно было вынуждено отозвать его имя перед лицом протестов, организованных Картером. Это испортило мнение Ши о Ньюфаундленде и его правительстве.
Несмотря на попытки умиротворить Шиа, многие в правительстве Ньюфаундленда чувствовали, что он смущает, и хотели, чтобы он работал в другом месте. Когда стало возможным стать губернатором Багамских островов, было решено предоставить эту должность Ши. Он служил там с октября 1887 года по декабрь 1894 года и, по общему мнению, был популярной и уважаемой фигурой.
Однако он сохранял интерес к делам Ньюфаундленда, даже пытаясь участвовать в переговорах Конфедерации 1888 года (хотя его усилия были проигнорированы). Он также, похоже, никогда не терял своего желания стать губернатором Ньюфаундленда. Еще в 1894 году он все еще агитировал за назначение на этот пост. После того, как его срок на посту губернатора Багам закончился, Ши удалился в Лондон.

## Семья
Достопочтенный. Амброуз Ши, женился на своей второй жене в Квебеке 26 ноября 1878 года, на Луизе Бушетт Харт, дочери Джозефа Бушетта, заместителя генерального инспектора Нижняя Канада|Нижней Канады, и внучки полковника Жозефа Бушетта, топографа. Она родилась и получила образование в Квебеке. Сначала она вышла замуж 8 ноября 1851 года в Квебеке за Александра Харта, который умер.